# Ornduffia marchantii
Ornduffia marchantii är en vattenklöverväxtart som först beskrevs av Ornduff, och fick sitt nu gällande namn av Tippery och Les. Ornduffia marchantii ingår i släktet Ornduffia och familjen vattenklöverväxter. Inga underarter finns listade i Catalogue of Life.